# 羅斯威爾飛碟墜毀事件
羅斯威爾事件（英語：Roswell Incident）是一個陰謀論，指控1947年美國新墨西哥州羅斯威爾附近墜毀的美國陸軍航空兵團氣球實際上是由外星飛船引發的。該氣球隸屬於附近的阿拉莫戈多陸軍飛行場，並是高度機密的「莫古尔计划」的一部分，旨在偵測蘇聯的核試驗活動。當羅斯威爾陸軍飛行場的軍方人員回收了金屬和橡膠碎片後，美國陸軍宣布他們發現了一個「飛碟」。這一聲明迅速成為國際頭條新聞，但在一天內被撤回。隨後，為掩蓋墜毀氣球的真正用途和來源，陸軍稱其為一個普通的气象氣球。
1978年，已退休的空軍軍官傑西·馬塞爾透露，陸軍的氣象氣球說法是一個掩蓋說明，並推測飛船殘骸來源於外星文明。這一猜測在1980年出版的《羅斯威爾事件》一書中被進一步推廣，成為持久的、變得複雜且互相矛盾的不明飛行物陰謀論的基礎。隨著時間的推移，這些理論擴展到了美國政府隱瞞外星生命的證據、小灰人、複數飛碟墜毀事件、外星人屍體解剖以及外星科技逆向工程等內容，然而這些說法都缺乏任何事實依據。
1990年代，美國空軍發布了多份報告，明確證實莫古爾計劃應對墜毀事件負直接責任。儘管如此，UFO支持者仍聲稱羅斯威爾的殘骸來自外星飛船，並指責美國政府進行掩蓋行動。這一陰謀敘事已經成為科幻文學、電影和電視劇中的常見題材。羅斯威爾市則利用這一點來推動與UFO相關的旅遊產業發展，至今推崇為UFO聖地之一。

## 相關影響

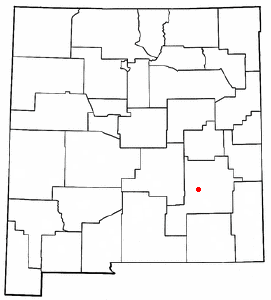
美國新墨西哥州的羅斯威爾

事件發生後，美國藍皮書計劃於1952年正式面世，目的是重新處理UFO資料、檔案，並為此建立機密級別；然後送到美國國家檔案管理局，方便儲存。不過羅斯威爾事件後，人们對外星生物、UFO更有興趣，令研究人數激增。

## 1994年官方報告
1994年9月8日，美國空軍以負責內政安全和特別項目監理的部長理查·韋伯個人的名義，發表了一份題為《空軍有關羅斯威爾事件的調查報告》的文件，該文件是應新墨西哥州選出的議員史帝文·希夫的請求，在對有關羅斯威爾事件各種原始資料進行調查之後，由美國空軍負責起草。
該報告除推翻了UFO爱好者認為的在羅斯威爾發現的墜落物是外星人飛行器這一說法之外，首次透露了該事件和當時一項被視為高度機密的偵察蘇聯核試驗計劃有關。
對於認為是外星飛行器的說法，該報告這樣寫道：「在本次調查中，沒有發現任何證據可以表明，1947年發生在羅斯威爾附近地區的事件，和任何一種地外文明有關。」根據當時記錄，1947年7月美國陸軍航空兵羅斯威爾基地的情況一切正常，並沒有異常調動或進入緊急狀態。
該報告透露，空軍在1994年2月間所做的調查發現，紐約大學的一個研究小組，在1947年6、7月間曾在現場附近的阿拉莫戈多陸軍航空兵基地以及懷特桑靶場，進行施放高空氣球的試驗。這一活動涉及當時屬於國家機密的（優先順序一Ａ），代號為「莫古爾計畫」（Mogul project），當時曾打算利用高空氣球探測蘇聯核試驗所產生的沖擊波。
報告具體介紹了該計畫的詳情。「當時，由於蘇聯邊境處於封閉狀態，美國政府始終致力開發遠距離偵察核爆的技術，1945年哥倫比亞大學教授莫里斯．尤恩博士，向斯帕茲將軍建議，作一種嘗試，可利用氣球來探測核爆炸所產生的低頻聲波。這一建議被採納後，紐約大學的研究小組受命負責研製高空氣球和遙測裝置，哥倫比亞大學的一個小組則負責試製音響傳感器。」
當時，釋放了許多用氯丁橡膠製成的高空氣球，氣球下懸掛著雷達靶標、及用於音響傳感器的螺旋槳等實驗裝置。這些裝置都不進行回收，早期的雷達靶標都委托玩具商或廣告禮品商生產，靶標主要以鋁箔製作，為增加強度，有些還添加了軟木橫樑，並用醋酸纖維膠布粘合。
有關專家認為，曾經在羅斯威爾事件中被視作飛碟殘骸的「鋁紙片、損壞的大樑、以及氣球橡膠碎片」等物，極有可能就是上述高空氣球的殘骸。另據資料記載，1947年6月紐約大學的研究小組施放過一只代號为「飛行器四號」的探空氣球，事後沒有進行回收。
該報告最後做出如下結論：「所有可得到的資料顯示，並沒有涉及羅斯威爾事件本身。但是從羅斯威爾牧場回收的殘骸，極有可能來源於莫古爾計畫所施放的氣球。」；「在本次調查中，空軍沒有發現列米將軍在記者會上試圖讓人相信是氣象觀測氣球的書面文件，但是列米將軍本人承認知道莫古爾計畫。」
1995年7月29日，美國眾議員史帝文·席夫在翻閱軍方的檔案後指出，有關1947年羅斯威爾事件相關的重要檔案已在40多年前未獲批准被銷毀。

## 後續發展
由於當年事發時美國軍方對外界的說法解釋轉變太快，使大眾懷疑其中有隱情，大多數人相信氣象气球的說法是經過修正後的聲明。到了1997年，美國軍方再指出所謂的「外星人」只是做為飛行彈跳測試用的假人，但許多人認為這種解釋只是政府再一次隱瞞真相。
而當年的羅斯威爾基地憲兵司令愛德文·伊斯雷、基地副手帕特里克·桑德斯和空軍393中隊的飛行員亨德森在其晚年皆表示墜落的不明物體是飛碟和外星人。
2002年，當年對外發布發現飛碟新聞的軍官瓦特·韓特完成了公證的口述書，並要求在他逝世前不得對外透露。該口述書公開後，其內容描述他當年（7月8日下午）在八十四號飛機棚看見墜毀的物體，以及軍方帶回來幾個大頭的外星小矮人屍體。
2012年7月，一名退休的美國中央情報局資深幹員蔡斯布蘭登(Chase Brandon)
表示，1990年曾在中情局檔案庫中看到羅斯威爾的資料，事件中的飛碟與外星人屍體「都是真的」。然而他拒絕提供更多細節，且當時正在宣傳他新出版的科幻小說。
2013年4月2日，根據一家專門分析政治動向的美國機構公共政策民調基金會所做的調查顯示，有21%的美國民眾投票認為，美國政府及軍方掩蓋羅斯威爾事件的真相。

## 衍生改編
羅斯威爾事件成為日後許多科幻電影常使用的題材。如1996年上映的《ID4星際終結者》電影中，美國51區內部便藏有在羅斯威爾墜毀的一艘外星飛船及三具外星人屍體。

## 轶事
2019年英国定格动画电影《笑笑羊大電影：外星人來了》吃早餐的画面，桌上有一瓶写着罗斯威尔果酱（Roswell's Jam）的果酱，该果酱的名称影射了罗斯威尔事件。

### 註解
1. ↑  根據多位專家學者的分析，羅斯威爾事件中的殘骸實際上與一項高度機密的軍事氣球計劃有關。他們包括天體物理學家亞當·弗蘭克、歷史學家詹姆斯·邁克爾·楊中校（Lt Col James Michael Young）、科學作家肯德里克·弗雷澤（Kendrick Frazier）、民俗學家托馬斯·布拉德（Thomas Bullard）、歷史學家凱瑟琳·奧姆斯特德（Kathryn Olmsted）、莫古爾計劃氣象學家B.D. 吉爾登伯格（B.D. Gildenberg）、記者卡爾·科爾夫（Kal Korff）、懷疑論UFO研究者菲利普·J·克拉斯（英语：Philip J. Klass）、以及情報官詹姆斯·麥克安德魯船長（Captain James McAndrew）等人。這些學者一致認為，羅斯威爾的殘骸來自於「莫古爾計劃」中的軍事氣球。

### 來源
1. ↑  飛碟探索雜誌社. . 北京: 朝華出版社. 2011年9月. ISBN 978-7-5054-208-6 请检查|isbn=值 (帮助).
2. ↑  . ETtoday新聞雲. 2012-07-09  [2017-11-15]. （原始内容存档于2020-11-04） （中文（臺灣））.
3. ↑  Lee Speigel. . Huffpost. 2012-07-08  [2019-02-26]. （原始内容存档于2018-08-17） （英语）.
4. ↑  . 公共政策民調基金會. 2013-04-02  [2017-04-03]. （原始内容存档于2017-09-30） （英语）.

## 外部連結
- 维基共享资源上的相關多媒體資源：羅斯威爾飛碟墜毀事件